# Repetobasidiellum
Repetobasidiellum är ett släkte av svampar. Enligt Catalogue of Life ingår Repetobasidiellum i familjen Hydnaceae, ordningen Cantharellales, klassen Agaricomycetes, divisionen basidiesvampar och riket svampar, men enligt Dyntaxa är tillhörigheten istället familjen Sistotremataceae, ordningen Polyporales, klassen Agaricomycetes, divisionen basidiesvampar och riket svampar.
|                   | Sistotrema                                     |
|                   |                                                |
|                   | Hydnum                                         |
|                   |                                                |
|                   | Burgoa                                         |
|                   |                                                |
|                   | Paullicorticium                                |
|                   |                                                |
|                   | Ingoldiella                                    |
|                   |                                                |
|                   | Osteomorpha                                    |
|                   |                                                |
|                   | Cystidiodendron                                |
|                   |                                                |
| Repetobasidiellum | \| \| Repetobasidiellum fusisporum \| \| \| \| |
|                   | \| \| Repetobasidiellum fusisporum \| \| \| \| |
|                   | Gloeomucro                                     |
|                   |                                                |
|                   | Corallofungus                                  |
|                   |                                                |
|                   | Repetobasidiellum fusisporum                   |
|                   |                                                |

|  | Repetobasidiellum fusisporum |
|  |                              |